# Jacques Desclaux
Jacques Desclaux (né vers 1593 à Mugron, mort à Paris le 4 avril 1658) est un ecclésiastique qui fut  évêque de Dax de 1639 à 1658.

## Biographie
Jacques Desclaux est issu d'une famille relativement obscure originaire de Mugron dans les Landes dont les membres n'occuperont des offices importants au Parlement de Pau qu'à la génération suivante à la fin du siècle époque où elle fournira des hauts magistrats et l'évêque Dominique Desclaux de Mesplès. Il est le fils d'Armand et de Françoise de Chabannes. Il commence ses études à Agen les poursuit à Toulouse où il est reçu bachelier en théologie. Principal du collège d'Aire, il y rencontre l'évêque Philippe Cospéan. Grâce à lui il devient successivement chapelain de Buglose, curé de Sainte-Croix Meilhan et Ygos en 1631
Si le début de sa carrière ecclésiastique est favorisé par Cospéan, il doit vraisemblablement sa promotion à l'épiscopat à la faveur de son frère Dominique (†  1658) « confesseur ordinaire » du cardinal de Richelieu. Il est nommé par le roi, sur recommandation du Cardinal, évêque de Dax en novembre 1638, confirmé le 11 avril 1639 consacré à Paris le 2 juin de la même année par le prélat anglais Richard Smith vicaire apostolique en Angleterre et évêque titulaire de Chalcédoine (de). Dans son diocèse il fait restaurer la cathédrale qui tombait en ruines et meurt à Paris le 4 avril 1658.